# Vasilis Rakopoulos
Vasilis Rakopoulos (griechisch Βασίλης Ρακόπουλος, * 31. Dezember 1951 in Athen) ist ein griechischer Gitarrist und Trompeter.

## Leben
Rakopoulos studierte bis 1975 an der Fakultät für Elektrotechnik und Maschinenbau der Nationalen Technischen Universität Athen und schloss ein Aufbaustudium in den Fächern Wellenmechanik und Betriebswirtschaft an.
In den 1970er und 1980er Jahren wirkte er als Gitarrist an Konzerten und Aufnahmen namhafter Komponisten wie Manos Hadjidakis, Mikis Theodorakis, Dionysis Savvopoulos, Thanos Mikroutsikos und Michalis Grigoriou mit, daneben trat er in der Athener Jazzszene u. a. mit Johnny Labizy, Rudolf Dašek und Bella Lacatos auf und tourte durch Europa, die USA und Kanada, wo er mit Jazzgrößen wie Bill Evans zusammenarbeitete.
1980 bestand er die Aufnahmeprüfung am Konservatorium Bern und studierte dort bis 1986 Jazzgitarre und im Nebenfach Trompete. Außerdem besuchte er auch Vorlesungen in den Fächern Kontrapunkt und Fuge bei Mladen Gutesha, Orchestrierung und Komposition bei Axel Jungbluth und Pädagogikkurse an der Universität Bern. In den Folgejahren trat er als Mitglied der Bigband der Swiss Jazz School mit Musikern wie Billy Brooks, Art Farmer und Rufus Reid auf und nahm an Aufnahmen der Bigband des Schweizer Rundfunks teil.
1990 kehrte er nach Griechenland zurück. Dort nahm er eigene Alben auf und trat bei internationalen Jazzfestivals in Thessaloniki, Petra und Santorin, auch beim International Rome Festival  und beim A-Fes in Skopje (mit Aziza Mustafa Zadeh und Egberto Gismonti) auf. Ab 2003 unterrichtete er Harmonielehre und Jazzgitarre an der Ionischen Universität. 2004 wirkte er am Kulturprogramm der Olympischen Sommerspiele in Athen mit. 2011 trat er mit Markus Stockhausen auf; auch arbeitete er mit der Gruppe Magenta.

## Diskografie
- Roxane, 1993
- Choros ton Pyrson (Feuertanz), 2001
- IRIS (mit Ross Daly)
- Enotites treis
- Ammon, 2005
- Mimis Plessas, Vassilis Rakopoulos, Antonis Ladopoulos: 3G: Three Generations Jazz Trio, 2018